# Ivana Kuzmanović

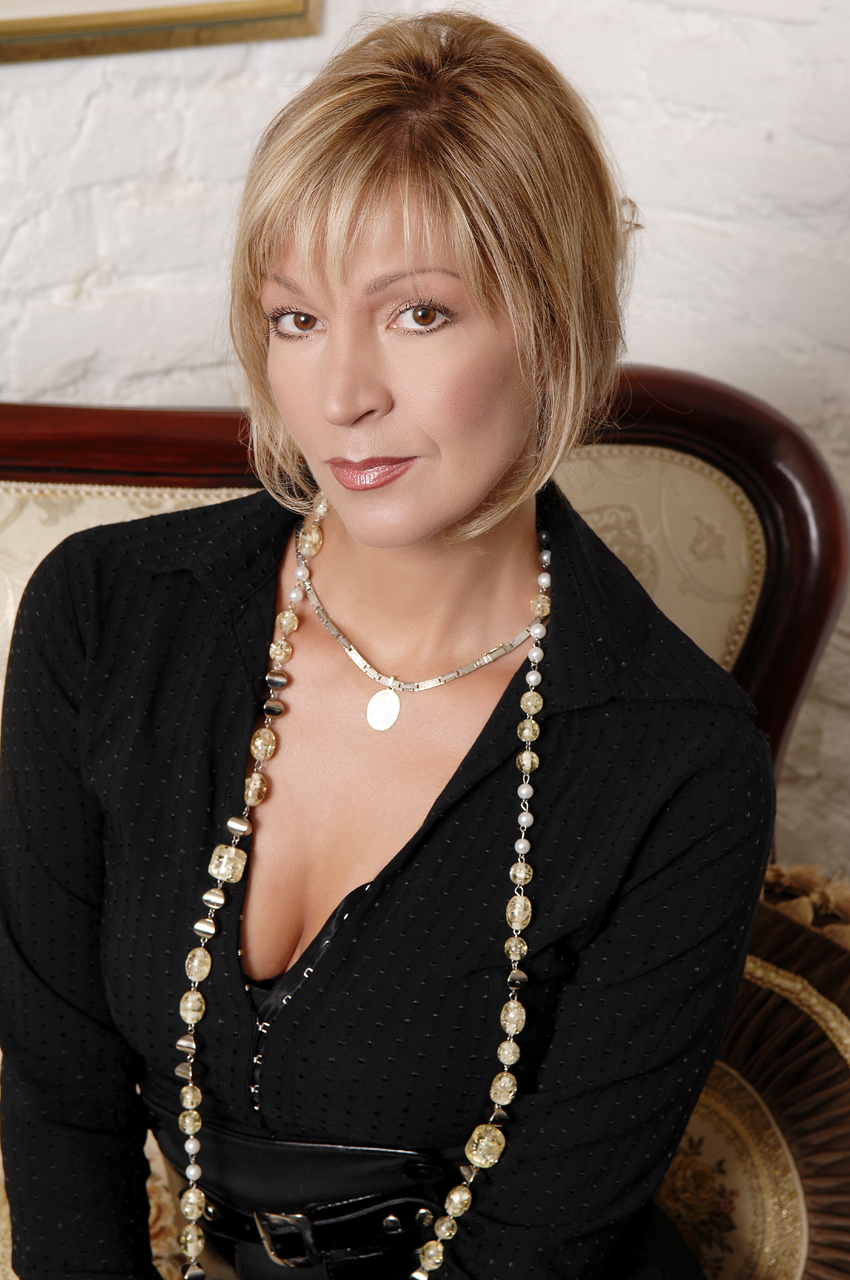
Ivana Kuzmanović 2008

Ivana Kuzmanović (serbisch-kyrillisch Ивана Кузмановић; * 28. April 1966 in Belgrad) ist eine serbische Schriftstellerin und Juristin.

## Leben
Die frühere Sängerin der jugoslawischen Popgruppe Aska ist Kolumnistin bei der serbischen Ausgabe der Cosmopolitan.

## Werke
- Lemurova ljubav (Lemurische Liebe). Evro-Giunti, Belgrad 2007, 2008, 2009, 2010; Laguna, Belgrad 2009, 2010; Šahinpašić, Sarajevo 2009
- Manje od tri (Weniger als drei). Evro-Giunti, Belgrad 2008; Laguna, Belgrad 2009, 2010
- Amor porteño. Laguna, Belgrad 2010
- Od kada sam se zavolela - VOLIM. Laguna, Belgrad 2011 (slowenisch: Odkar sem se vzljubila - LJUBIM. Potenza tim, Ljubljana 2013)
- U ime Ljubavi. Laguna, Belgrad 2012